# Dobročkovice
Dobročkovice (en allemand : Dobrotschkowitz ou Dobroczkowitz) est une commune du district de Vyškov, dans la région de Moravie-du-Sud, en République tchèque. Sa population s'élevait à 229 habitants en 2020.

## Géographie
Dobročkovice se trouve à 16 km au sud-est de Vyškov, à 37 km à l'est de Brno et à 218 km au sud-est de Prague.
La commune est limitée par Chvalkovice au nord, par Nemochovice à l'est, par Brankovice au sud-est, par Nesovice au sud-ouest et par Uhřice à l'ouest.

## Histoire
La première mention écrite du village date de 1348.